# Боженцичкі
Боженцичкі (пол. Borzęciczki, нім. Gut Radenz) — село в Польщі, у гміні Козьмін-Велькопольський Кротошинського повіту Великопольського воєводства.
Населення — 359 осіб (2011).
У 1975-1998 роках село належало до Каліського воєводства.

## Демографія
Демографічна структура станом на 31 березня 2011 року:
|          | Загалом | Допрацездатний вік | Працездатний вік | Постпрацездатний вік |
| -------- | ------- | ------------------ | ---------------- | -------------------- |
| Чоловіки | 188     | 50                 | 126              | 12                   |
| Жінки    | 171     | 36                 | 99               | 36                   |
| Разом    | 359     | 86                 | 225              | 48                   |